# Stazione di Santa Panagia
La stazione di Santa Panagia era una fermata ferroviaria dell'originario tracciato costiero siracusano della linea Messina-Siracusa posta in corrispondenza del porticciolo del borgo di Santa Panagia, a Siracusa.

## Storia

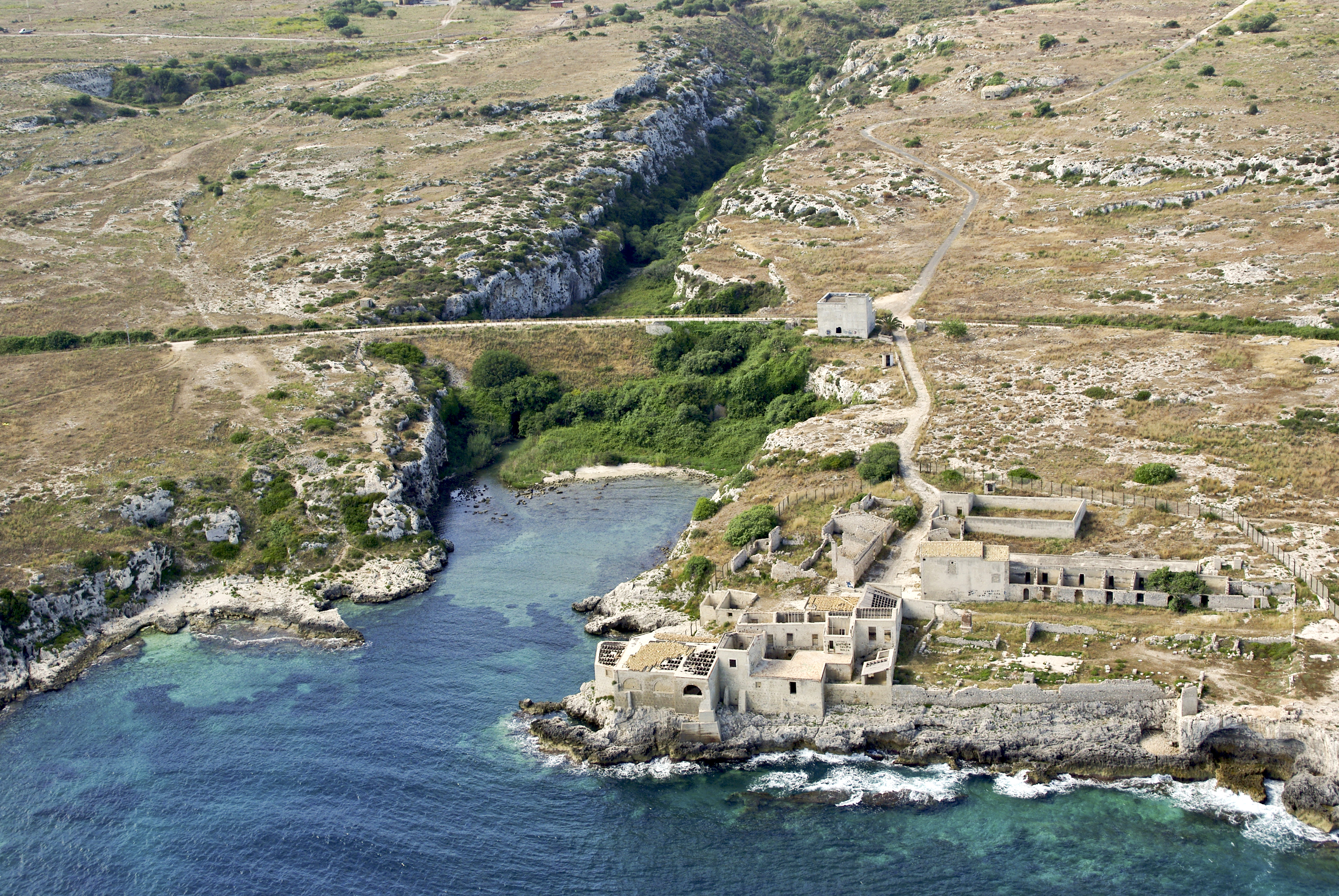
La stazione vista dal mare

La fermata di Santa Panagia venne realizzata al km 305+249 della linea, a circa 6 km prima di giungere alla stazione di Siracusa, allo scopo di servire il borgo di Santa Panagia e il suo piccolo porto peschereccio adiacente alla tonnara posto all'interno del piccolo fiordo omonimo. La frequentazione di viaggiatori della stazioncina aveva una certa rilevanza dato che l'orario ferroviario prevedeva la fermata di 6 treni giornalieri di cui un diretto. Il traffico di viaggiatori divenne esiguo già negli anni sessanta del XX secolo in concomitanza con l'espansione della città di Siracusa in direzione nord ed anche a causa dell'abbandono del piccolo porto e delle costruzioni adiacenti, le quali erano distanti dal nuovo quartiere che si stava edificando. Venne soppressa perché ormai inutile alla fine degli anni settanta; rimase solo il presenziamento del passaggio a livello. In seguito all'attivazione in data 21 giugno 1998 della variante a doppio binario tra Targia e Siracusa che ha determinato l'abbandono della vecchia tratta ferroviaria meglio conosciuta come "cintura di ferro", il fabbricato venne definitivamente chiuso, abbandonato e successivamente murato.
L'edificio della stazione è stato, nel 2005, uno dei luoghi siracusani e siciliani in cui si è girato l'episodio "Par condicio" de Il commissario Montalbano. Le scene ne mostrano l'esterno (con la facciata non in perfette condizioni ma nel suo stato originario, e con la ferrovia all'epoca ancora esistente nonostante fosse dismessa e abbandonata) e l'interno.

## Strutture e impianti

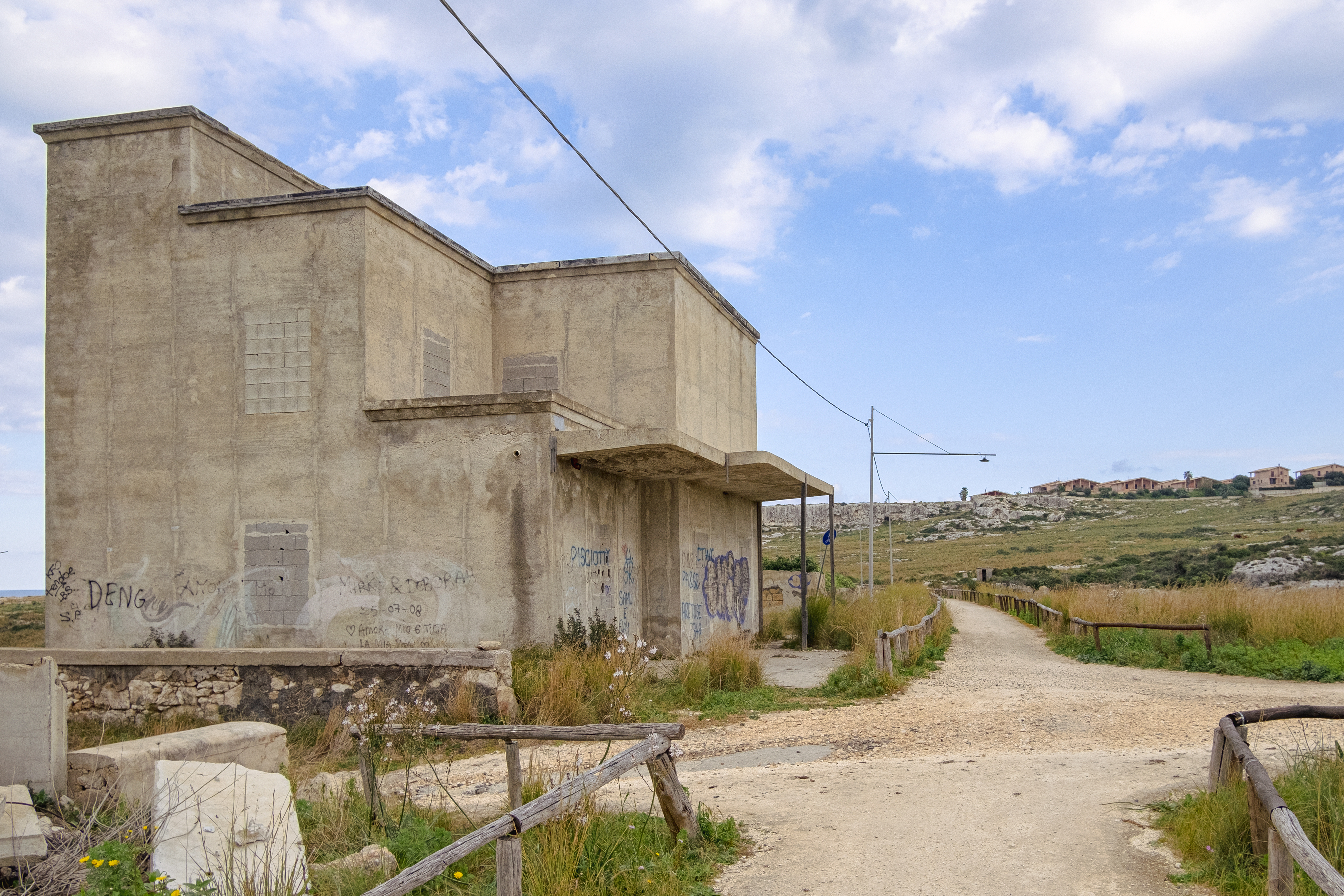
Il fabbricato viaggiatori della stazione nel 2022

La fermata consisteva di un fabbricato viaggiatori, con funzione di casello ferroviario, e di un marciapiede posti ad est del binario, lato mare e prima del passaggio a livello omonimo posto al km 305+237 a protezione della strada comunale di collegamento alla costa. La fermata era sprovvista di segnalamento fisso. Era presenziata da un agente con mansioni di custode del passaggio a livello attiguo ad essa.

## Movimento
La notevole distanza dal centro cittadino di Siracusa previde sin dai primi tempi di esercizio la fermata di alcuni treni. L'orario ferroviario in vigore 1938/1939 prevedeva la fermata di sei treni giornalieri, di cui quattro provenienti da Siracusa e due provenienti da Messina. Di questi, uno era diretto che percorreva l'intera linea Messina-Catania-Siracusa con origine alla stazione di Siracusa Marittima. I restanti cinque erano della categoria accelerato; la loro distribuzione giornaliera ne prevedeva uno alle ore 7:44 per Messina, uno alle 15:08 per Augusta e uno alle 17:06 per Catania. In senso inverso invece era disponibile un accelerato per Siracusa Marittima alle ore 7:55 e uno alle ore 16:08 ambedue provenienti da Messina. La fermata dei treni venne soppressa alla fine degli anni sessanta.